# UFC 276
UFC 276: Adesanya vs. Cannonier fue un evento de artes marciales mixtas producido por Ultimate Fighting Championship que tuvo lugar el 2 de julio de 2022 en el T-Mobile Arena en Paradise, Nevada, parte del área metropolitana de Las Vegas, Estados Unidos.

## Antecedentes
El evento se celebrará durante la 10.ª Semana Internacional de la Lucha de la UFC. La ceremonia de inducción al Salón de la Fama de la UFC de 2022 también tendrá lugar durante la semana.
El combate por el Campeonato de Peso Medio de la UFC entre el actual campeón Israel Adesanya y Jared Cannonier encabezó el evento.
En este evento tuvo lugar un combate de la trilogía del Campeonato de Peso Pluma de la UFC entre el actual campeón Alexander Volkanovski y el ex campeón Max Holloway. La pareja se enfrentó por primera vez en UFC 245, donde Volkanovski derrotó a Holloway por decisión unánime para ganar el título. Su segundo encuentro tuvo lugar en UFC 251, con Volkanovski defendiendo con éxito el título por decisión dividida. Originalmente se esperaba que se enfrentaran por tercera vez en UFC 272, pero Holloway se retiró debido a una lesión previa agravada.
Un combate de peso mosca femenino entre la ex Campeona Femenina de Peso Gallo de Strikeforce y ex Campeona Femenina de Peso Gallo de la UFC Miesha Tate y la ex Campeona Femenina de Peso Gallo de Invicta FC (también ex retadora del Campeonato Femenino de Peso Mosca de la UFC) Lauren Murphy se esperaba que tuviera lugar en UFC on ESPN: Błachowicz vs. Rakić. Sin embargo, el combate se trasladó a este evento por razones desconocidas. A su vez, una semana antes del evento, Murphy se retiró tras dar positivo por COVID-19. El combate fue entonces reprogramado para UFC on ABC: Ortega vs. Rodríguez.
Un combate de peso medio entre Uriah Hall y André Muniz tenga lugar en el evento. El emparejamiento estaba originalmente programado para llevarse a cabo en UFC on ESPN: Luque vs. Muhammad 2 pero Hall se retiró por razones desconocidas.
Se esperaba un combate de peso mosca femenino entre la ex aspirante al Campeonato Femenino de Peso Mosca de la UFC Jessica Eye y Casey O'Neill en el evento. Sin embargo, O'Neill se retiró a finales de abril debido a una rotura del ligamento cruzado anterior y fue sustituida por Maycee Barber.
Se esperaba que Sean Strickland se enfrentara al ex Campeón de Peso Medio y Peso Ligero de Glory Alex Pereira en un combate de peso medio en UFC 277. Sin embargo, la promoción decidió trasladar el combate a este evento.
Un combate de peso ligero entre Bobby Green y Jim Miller fue reservado previamente dos veces, pero fue cancelado en ambas ocasiones: primero en UFC 172 en abril de 2014, cuando Green se retiró debido a una lesión en el codo. Green también se retiró del combate en UFC 258 en febrero de 2021, cuando se desmayó después de los pesajes y fue considerado no apto para competir. Entonces se esperaba que se enfrentaran en este evento. A su vez, Green se retiró de nuevo por razones desconocidas y fue sustituido por el ex retador del Campeonato de Peso Ligero de la UFC Donald Cerrone en un combate de peso wélter. Miller y Cerrone se enfrentaron previamente 8 años antes en UFC Fight Night: Cerrone vs. Miller que Cerrone ganó por KO en el segundo asalto.

## Resultados
1. ↑  Por el Campeonato de Peso Medio de la UFC.
2. ↑  Por el Campeonato de Peso Pluma de la UFC.
3. ↑  Un piquete accidental en el ojo hizo que Munhoz no pudiera continuar.

## Premios de bonificación
Los siguientes luchadores recibieron bonificaciones de $50000 dólares.
- Pelea de la Noche: Bryan Barberena vs. Robbie Lawler
- Actuación de la Noche:  Alex Pereira, Jalin Turner, y Julija Stoliarenko